# 伯納姆 (緬因州)
伯納姆（英語：Burnham）是一個位於美國緬因州瓦多縣的鎮。

## 人口
根據2020年美國人口普查的數據，伯納姆的面積為106.76平方千米，當中陸地面積為100.72平方千米，而水域面積為6.03平方千米。當地共有人口1096人，而人口密度為每平方千米10人。